# Centrale idroelettrica di Piano della Rocca
La centrale idroelettrica di Piano della Rocca, costruita nel 1942, si caratterizza per l'utilizzo dello stile liberty dell'epoca, opera dello scultore livornese Angiolo Vannetti e dall'architetto fiorentino Ugo Giovannozzi che impreziosiscono l'edificio della centrale.
Per l'azionamento delle turbine la centrale utilizza le acque del bacino imbrifero del torrente Turrite Cava, affluente del fiume Serchio, e le acque scaricate dalla centrale di Gallicano. Nel corso del 2007 la centrale ha ottenuto la certificazione EMAS.
Un significativo intervento di ricostruzione e restauro conservativo portò il 19 ottobre 2011 alla riapertura dell'impianto ad opera di Enel Produzione dopo tre anni lavori per un investimento di 23 milioni di euro. 